# 退位の礼
| 退位した上皇明仁（左）と、皇位を継承した第126代天皇徳仁（右） |  | 退位した上皇明仁（左）と、皇位を継承した第126代天皇徳仁（右） |
| 退位した上皇明仁（左）と、皇位を継承した第126代天皇徳仁（右） |  |                                                               |

退位の礼（たいいのれい）は、第125代天皇明仁（現：上皇）の退位に伴って行われた皇室儀礼。
唯一の国事行為たる儀式である退位礼正殿の儀（たいいれいせいでんのぎ）が、天皇の退位等に関する皇室典範特例法の施行日である天皇退位の日・2019年（平成31年）4月30日に皇居宮殿正殿・松の間で行われた。

## 概要
退位の礼を行う根拠は「天皇の退位等に関する皇室典範特例法施行令｣第一条で、「天皇の退位等に関する皇室典範特例法第二条の規定による天皇の退位に際しては、退位の礼を行う。」としていることにある。
退位の礼の具体的な儀式としては、退位当日の2019年（平成31年）4月30日に「退位礼正殿の儀（たいいれいせいでんのぎ）」が国事行為として、皇居宮殿正殿で行われた。

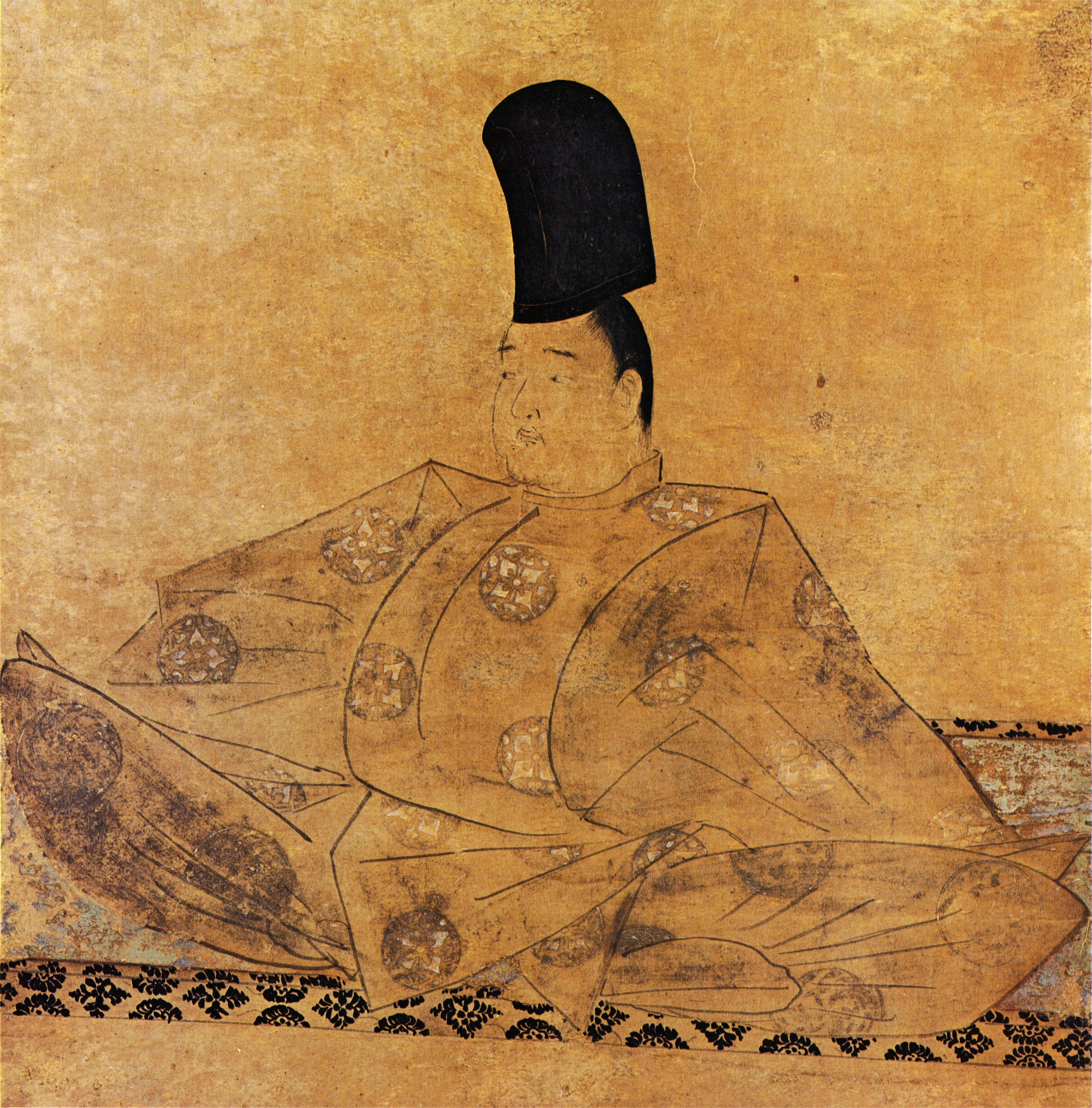
後鳥羽天皇

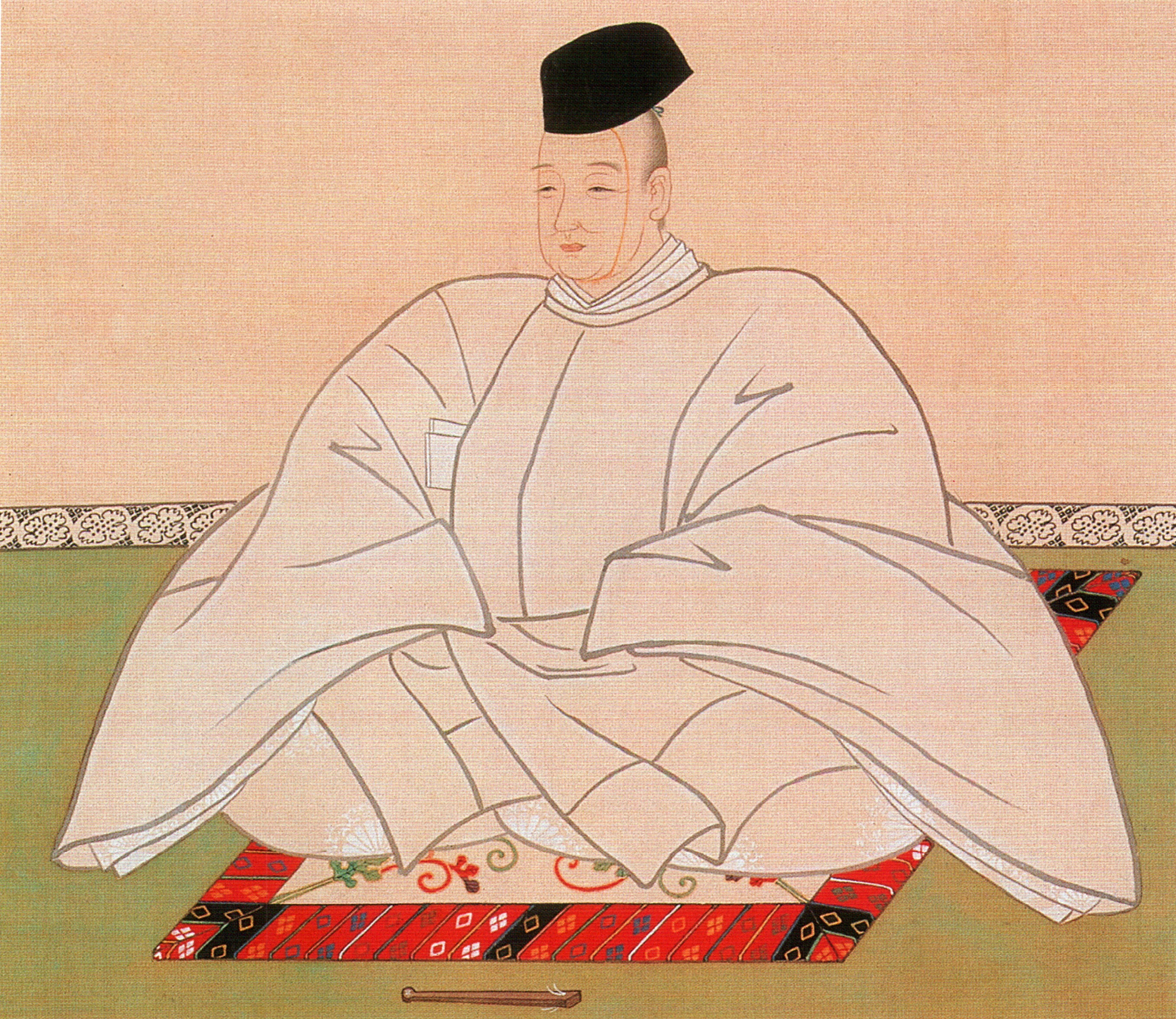
光格天皇

かつて平安時代末期から鎌倉時代にかけて、天皇が退位して上皇（太上天皇の略称）となり、実質的な権力を以て院政を敷く「院政期」が存在した。しかし、江戸時代の光格天皇の退位（仁孝天皇への譲位）を最後に天皇の退位は2019年まで途絶えた。よって、天皇の退位に伴う儀式が行われるのは、光格天皇の「譲国の儀（じょうこくのぎ）」が行われた1817年（文化14年）以来、202年ぶりのことである。今回の譲位は、一世一元の制が定められた明治以降、かつ、憲政史上初めてである（戦前の大日本帝国憲法・旧皇室典範や、戦後施行された現在の日本国憲法・皇室典範も退位に関する規定がなかった）。また光格天皇の「譲国の儀」の際は、首都（都）が平安京（京都）であり同地の皇居・桜町殿（現在の京都仙洞御所）で行われたことから、1869年（明治2年）の東京奠都後の現在の皇居で、天皇の退位に伴う儀式が行われるのも史上初めてであった。
退位の礼の当日は、前日4月29日の昭和の日と翌日の5月1日の天皇の即位の日（「天皇の即位の日及び即位礼正殿の儀の行われる日を休日とする法律」による特例）に挟まれたことにより国民の休日となった。

## 退位礼正殿の儀
退位の礼の儀式は退位礼正殿の儀（たいいれいせいでんのぎ）のみであり、国事行為である。2019年（平成31年）4月30日午後5時から、宮殿正殿松の間で行われた。
参列者は翌日の即位の礼の儀式、即位後朝見の儀に準じる。
天皇が剣璽や御璽、国璽を伴って松の間に入場し、ほかに皇后美智子、皇太子徳仁親王・皇太子妃雅子をはじめとする皇族、三権の長（衆・参両院議長〈大島理森・伊達忠一〉、内閣総理大臣〈安倍晋三〉、最高裁判所長官〈大谷直人〉）らが揃い、内閣総理大臣が天皇退位特例法に基づく天皇の退位があることを報告し、天皇への感謝の意を盛り込んだ「国民代表の辞」を読み上げた後、退位礼正殿の儀に先だって開かれた定例閣議（第4次安倍改造内閣）で決定された天皇の「おことば」があった。

## 退位関連儀式の日程

### 退位前
1. 賢所に退位及びその期日奉告の儀
2019年（平成31年）3月12日〔賢所〕
2. 皇霊殿神殿に退位及びその期日奉告の儀
同日〔皇霊殿・神殿〕
賢所・皇霊殿・神殿を総称して宮中三殿という。天皇は黄櫨染御袍をまとい、宮中三殿に参入して、自らが退位することと、その期日が4月30日であることを奉告する「御告文（おつげぶみ）」を読み上げた[4]。
3. 神宮神武天皇山陵及び昭和天皇以前四代の天皇山陵に勅使発遣の儀
同日〔御所〕
伊勢神宮及び神武、孝明、明治、大正、昭和の各天皇の陵（みささぎ）に退位を奉告する勅使を派遣する儀式[4]。
4. 神宮に奉幣の儀
3月15日〔伊勢神宮 内宮・外宮〕豊受大神宮（三重県伊勢市）

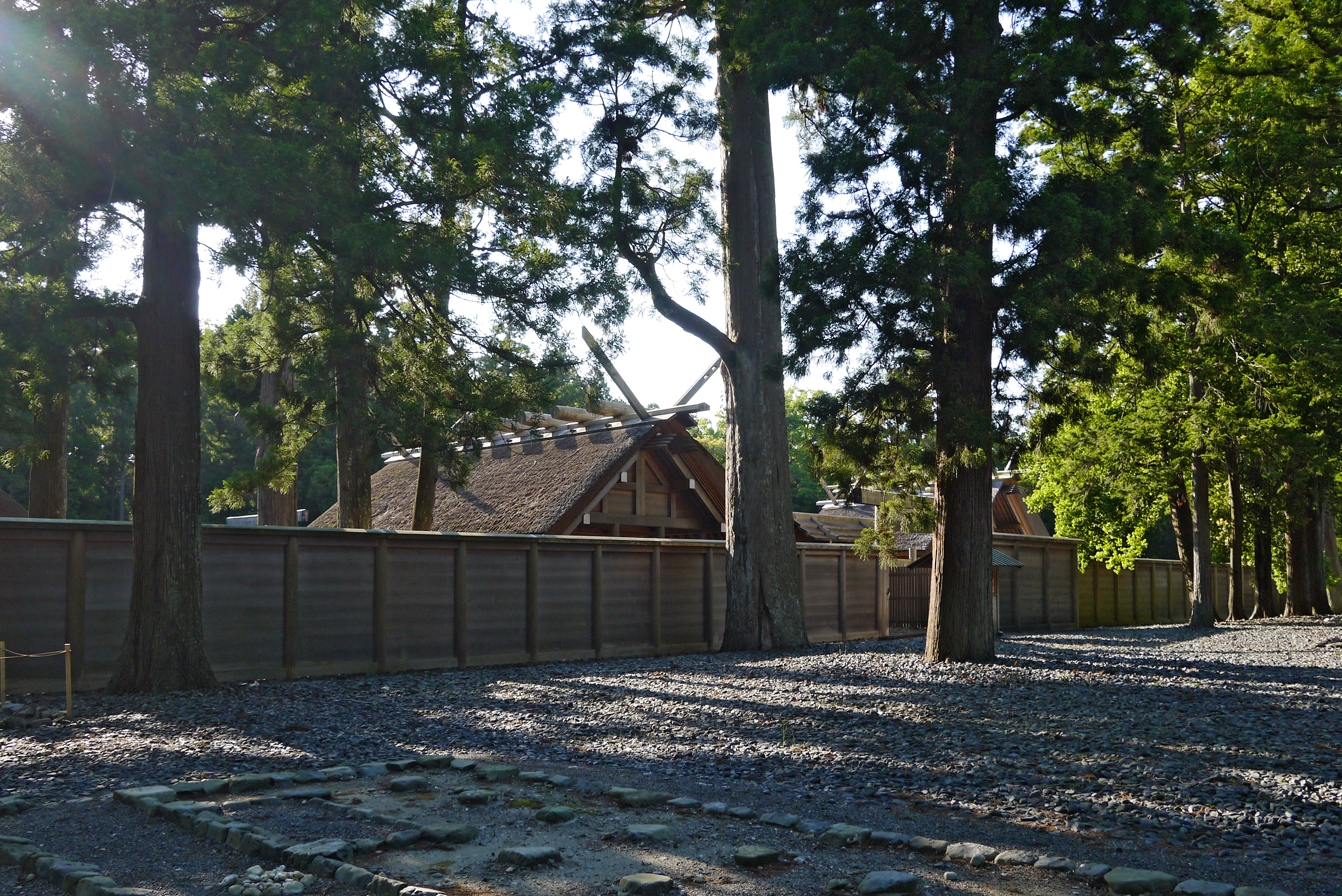
豊受大神宮（三重県伊勢市）

勅使ら30人が、木製の辛櫃に入った絹や木綿などの奉納品を携え伊勢神宮内宮を訪れ、正宮で御祭文を読み上げ、退位とその日程を報告した[5][6]。
5. 神武天皇山陵及び昭和天皇以前四代の天皇山陵に奉幣の儀
同日〔各山陵〕神武天皇 畝傍山東北陵（奈良県橿原市）

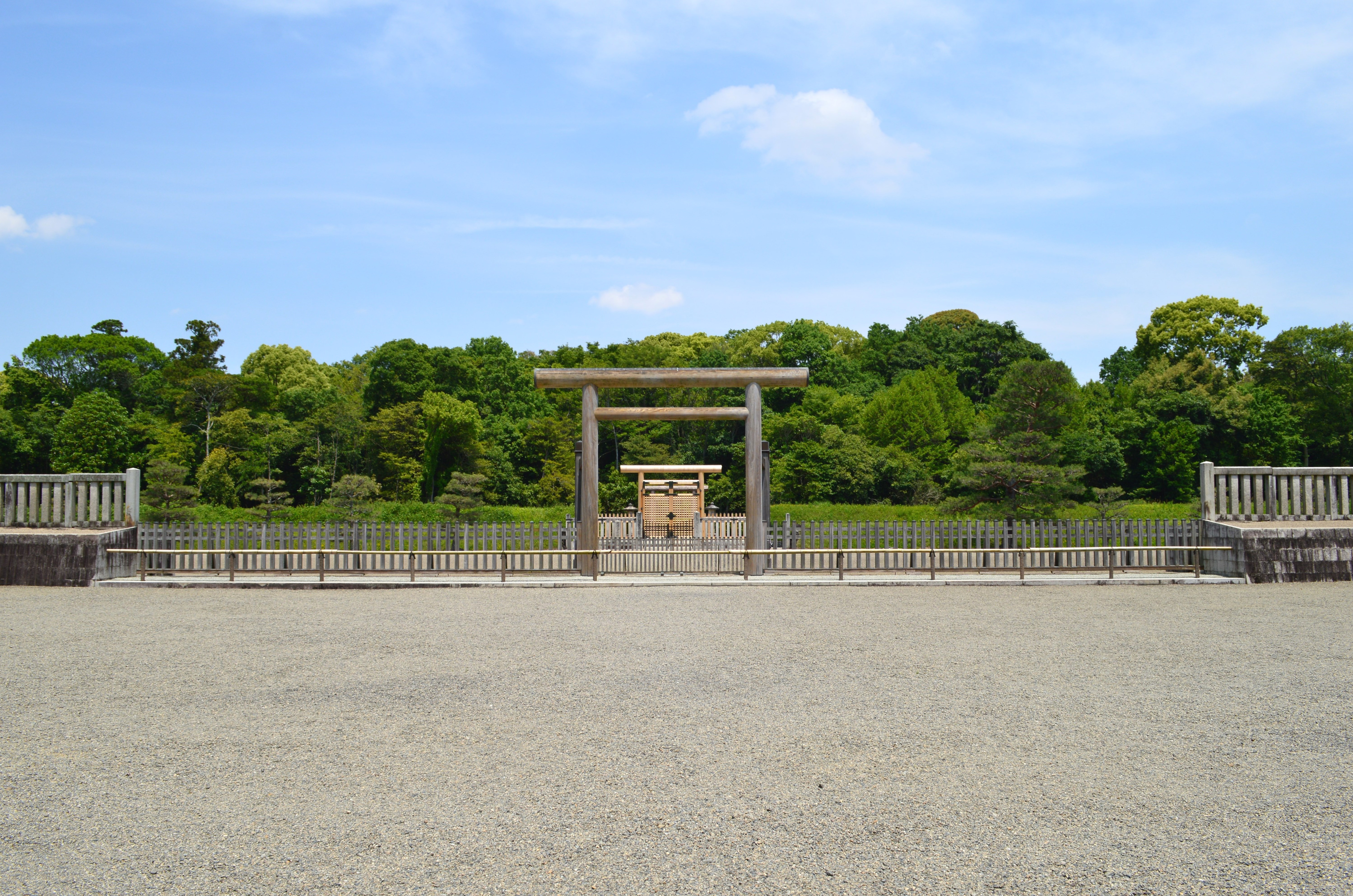
神武天皇 畝傍山東北陵（奈良県橿原市）

午前中に伊勢神宮外宮（豊受大神宮）、昭和天皇陵（東京都八王子市）、孝明天皇陵（京都市）で、午後は伊勢神宮内宮、明治天皇陵（京都市）、大正天皇陵（八王子市）で、儀式が行われた[6]。
6. 神武天皇山陵に親謁の儀
3月26日〔神武天皇山陵〕
7. 神宮に親謁の儀
4月18日 〔伊勢神宮〕
8. 昭和天皇山陵に親謁の儀
4月23日〔昭和天皇山陵〕
9. 退位礼当日賢所大前の儀
4月30日　午前10時より[7]〔賢所〕
10. 退位礼当日皇霊殿神殿に奉告の儀
同日 賢所大前の儀 終了後[7]〔皇霊殿・神殿〕
11. 退位礼正殿の儀（退位の礼）
同日 午後5時より、およそ10分[7]〔宮殿 正殿〕

### 退位後
1. 大正天皇山陵に親謁の儀
2019年（令和元年）6月6日〔大正天皇山陵〕
2. 孝明天皇山陵に親謁の儀
6月12日〔孝明天皇山陵〕
3. 明治天皇山陵に親謁の儀
同日〔明治天皇山陵〕

11. のみ憲法に基づく国事行為で、そのほかの儀式は皇室行事と位置づけている。

## 装束
退位の礼出席者の服装は、剣璽等承継の儀に準じ、洋装で、天皇はモーニングコートであった。
以下は、退位関連儀式出席者の装束である。
- 天皇：黄櫨染御袍
- 皇太子：束帯黄丹袍
- 皇后・皇太子妃：御五衣・御小袿・御長袴
- 侍従・東宮侍従・掌典長・楽師等：祭服
- 女官・東宮女官：袿袴

※楽師は宮内庁式部職

## 退位の礼と憲法
2018年（平成30年）12月10日、原告241名が「天皇の退位等に関する皇室典範特例法の規定による明仁の退位と徳仁の即位に伴う『退位の礼』『即位の礼』、『大嘗祭』などの実施が政教分離を定めた憲法の規定（日本国憲法第20条）に違反する」として、国（日本国政府）を相手取り公金支出の差し止めと損害賠償を求め、東京地方裁判所に提訴した。